# Гюнтер VII (Шварцбург-Бланкенбург)
Гюнтер VII фон Шварцбург-Бланкенбург (на немски: Günther VII von Schwarzburg-Blankenburg; * между 1217 и 1227; † 1274 или между 19 септември 1275 и 25 септември 1278) е от 1236 г. граф на Шварцбург-Бланкенбург (1236 – 1274).
Той е третият син на граф Хайнрих II фон Шварцбург-Бланкенбург († 1236) и съпругата му Ирмгард фон Ваймар-Орламюнде († ок. 1222), дъщеря на граф Зигфрид III († 1206) от фамилията Аскани. Брат е на Хайнрих III († 1259), граф на Шварцбург-Лойтенберг (1236 – 1259), и на Албрехт II фон Шварцбург († 1278), домхер в Магдебург.

Около 1228/1229 г. Гюнтер е заедно с император Фридрих II в Йерусалим. През 1236 г. той последва баща си като граф на Шварцбург-Бланкенбург и след смъртта на брат му Хайнрих III през 1259 г. също граф на Шварцбург.
Гюнтер е пленен през 1248/1249 г. през войната за наследството на Тюрингия.
През 1267 г. той основава манастир в Заалфелд и 1275 г. манастир Илм в Щадтилм.

## Фамилия
Гюнтер VII се жени за София († сл. 1287) и има децата:
- Гюнтер IX († 1289), граф на Шварцбург-Бланкенбург (1274 – 1289), основател на линията „Шварцбург-Шварцбург“, женен I. за Ирмгард, II. за Хелена фон Саксония-Лауенбург († сл. 1332)
- София († 1279), омъжена пр. 7 март 1268 г., за граф Бертхолд V фон Хенеберг (1245 – 1284)
- Ирмгард († 1313), абатиса на манастир Илм (1274 – 1313)
- Хайнрих V († 1287), основател на линията „Шварцбург-Бланкенбург“, женен 1259 г. за София фон Халиц
- Гюнтер X († ок. 1308)
- Албрехт III († ок. 1265), каноник във Вюрцбург
- Гюнтер XI († ок. 1308), каноник в Плауен и Кьолн
- дъщеря († 1289), омъжена за Ото IV фон Лобдебург-Арншаугк († 1285)
- Кристина, омъжена ок. 1282 г. за Ото бургграф Ото фон Дона († сл. 1239))